# Kagu

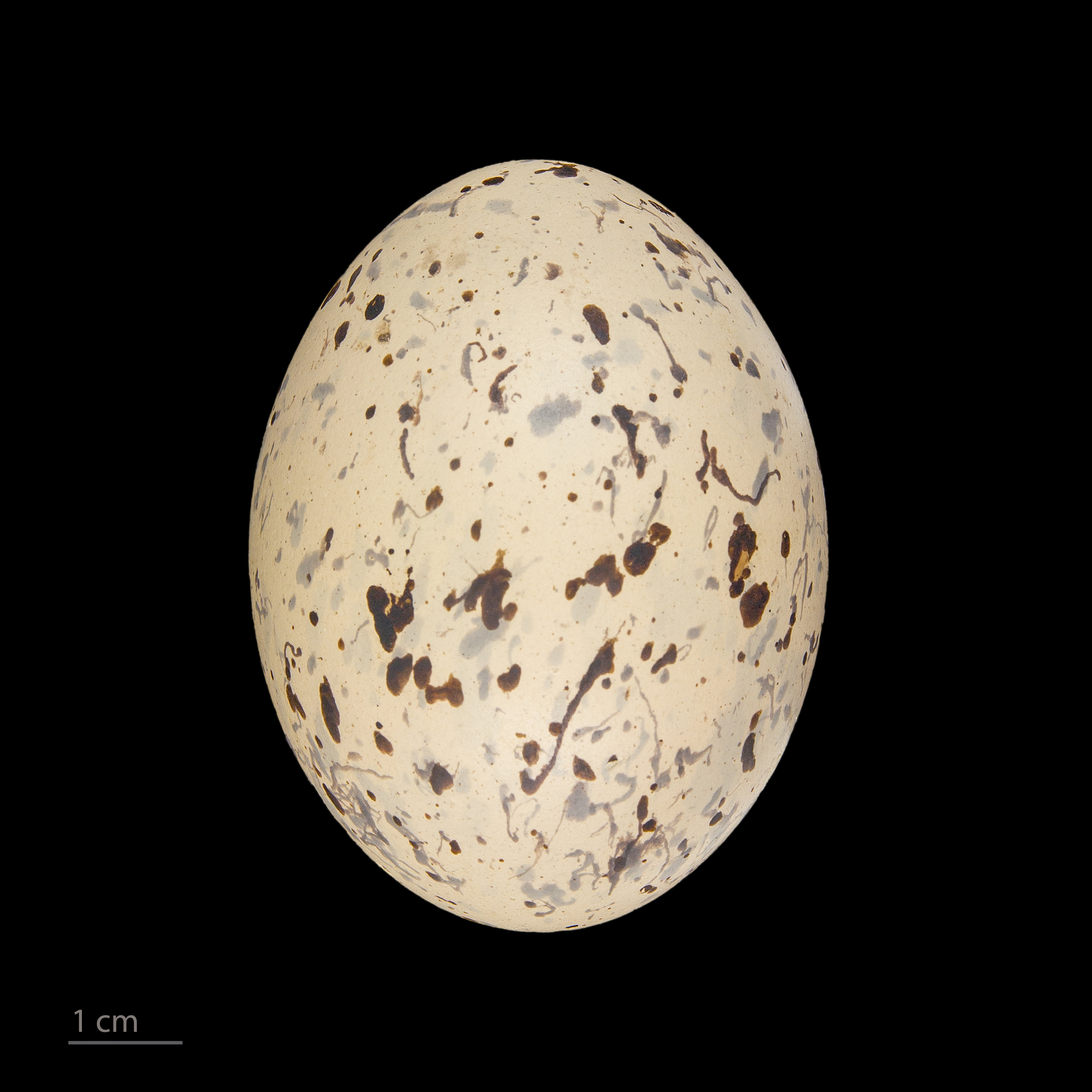
Rhynochetos jubatus - MHNT

Kagu (Rhynochetos jubatus) este o pasăre din familia rinochetidelor (Rhynochetidae) care trăiește în pădurile tropicale umede din insula Noua Caledonie din Oceanul Pacific. Este de mărimea unui corb, având o  lungime de 55 cm și o greutate de 700–1100 g. Are un penaj cenușiu, iar pe cap o creastă mare de pene pe care o ridică și o coboară după voie. Ciocul și picioarele sunt portocalii. Ochii sunt bine dezvoltați, iar picioarele lungi. Este aproape incapabil să zboare din cauza penelor sale moi, însă aleargă bine. Duce o viață diurnă, noaptea stând ascuns în arbori. Scoate sunete ascuțite, care se aud de la distanță. Se hrănește cu larvele nevertebratelor, viermi, melci, amfipode, păianjeni, diverse insecte (chilopode, ortoptere, blatodee, diplopode, coleoptere) și șopârle. Ponta conține doar un singur ou pe an, de mărimea celui de găină. Această specie a fost descoperită de Verreaux și Des Murs în 1860; în prezent este pe cale de dispariție.